# チアゴ・マガリャエス
フィールズ・チアゴ・デ・オリヴェイラ・マガリャエス（Fields Tiago de Oliveira Magalhaes, 1981年3月18日 - ）は、ブラジル・サンパウロ出身の野球選手。現在は、ブラジルの国内リーググアルーニョスに所属している。ポジションは、外野手。

## 経歴
2000年から2004年までシンシナティ・レッズの傘下に所属していた。
その後2007年にフェリペ・ナテルと共に来日して社会人野球のヤマハへ入部、2シーズンにわたってプレーした。
2009年にブラジルへ帰国後は、母国の国内リーグのグアルーニョスでプレーしている。

## 国際大会
2002年にIBAFインターコンチネンタルカップにブラジル代表として出場した。
2003年に第35回IBAFワールドカップ、2005年に第36回IBAFワールドカップにブラジル代表で出場した。
2007年に、パンアメリカン競技大会にブラジル代表で出場した。
2012年に、第3回WBCブラジル代表に選ばれた。